# 摩根士丹利大楼
百老汇1585号（1585 Broadway）是摩根士丹利的总部，位于美國紐約市曼哈顿中城，百老汇西侧。
1991年12月，由所罗门控制的房产开发商百老汇1585合伙公司宣告破产，使得该建筑为完工，租约拖延。1993年8月，摩根士丹利以1.76亿美元的价格买下该建筑，并于2年后搬入。目前，该建筑为摩根士丹利的世界总部。